# 20-та армія (СРСР)
Двадця́та а́рмія (20 А) — загальновійськова армія у складі Збройних сил СРСР з червня 1941 по 21 квітня 1944.

## Командування
- Командувачі:
  - генерал-лейтенант Ф. М. Ремезов (червень 1941 — 5 липня 1941),
  - генерал-лейтенант П. О. Курочкін (липень — серпень 1941),
  - генерал-лейтенант М. Ф. Лукін (8 серпня 1941 — 10 вересня 1941),
  - генерал-лейтенант П. П. Єршаков (вересень — жовтень 1941),
  - генерал-лейтенант А. А. Власов (30 листопада 1941 — 8 березня 1942),
  - генерал-лейтенант М. А. Рейтер (9 березня — 29 вересня 1942),
  - генерал-майор М. І. Кірюхін (12 жовтня — 4 грудня 1942),
  - генерал-лейтенант М. С. Хозін (4 грудня 1942 — січень 1943),
  - генерал-майор, з квітня 1943 генерал-лейтенант М. Е. Берзарин (ТВО, січень — березень та серпень — вересень 1943),
  - генерал-майор А. М. Єрмаков (березень — серпень та вересень 1943),
  - генерал-лейтенант А. І. Лопатин (вересень — жовтень 1943),
  - генерал-лейтенант М. І. Гусєв (листопад 1943 — квітень 1944).